# 圣路易斯杜库鲁
圣路易斯杜库鲁是巴西塞阿拉州的一个市镇。总面积122.42平方公里，总人口11906人，人口密度97.3人/平方公里。